# Kraljevina Crna Gora (1941.)
Kraljevina Crna Gora je bio neuspješni projekt fašističke Kraljevine Italije u razdoblju od travnja do srpnja 1941. godine da obnovi crnogorsku državu kao svoju marionetu.

## Povijesni kontekst
Talijani su početkom 20. stoljeća imali intenzivnu gospodarsku i političku suradnju s Kraljevinom Crnom Goru. Nakon 1918. imali su simpatije za rješenje crnogorskoga pitanja, dajući povremeno diskretnu potporu Božićnoj pobuni i početnoj fazi crnogorskog oružanog otpora srpskoj okupaciji njihove domovine. 
No, podršku Crnogorcima, makar i simobličku, opozvali su nakon što su s Kraljevinom SHS potpisali Rapalski ugovor. Kralj Viktor Emanuel III. bio je oženjen Crnogorkom, princezom Jelenom (kćerkom crnogorskog kralja Nikole).

## Okupacija
Početkom njemačke i talijanske invazije na Jugoslaviju 6. travnja 1941., i predajom Kraljevske Jugoslavenske Vojske 17. travnja 1941., manja grupa dužnosnika Crnogorske stranke, kojima se kasnije, po dolasku u Crnu Goru, priključio i dr. Sekula Drljević, uz potporu talijanskih okupacijskih vlasti uspostavio je Privremeni administrativni komitet Crne Gore. 
No, drugi, utjecajniji dio Crnogorske stranke, okupljen oko vojskovođe, generala Krsta Popovića, nije htio dati potporu takvom projektu. Oni su bili razočarani činjenicom da Neovisna Crna Gora ne bi obuhvaćala sve povijesne crnogorske teritorije.
Komitet je ukinut 5. svibnja 1941., a formira se Crnogorsko savjetodavno vijeće. Ni Komitet ni Vijeće nikada nisu imali stvarnu vlast koju su u svojim rukama zadržali Talijani. Okupacijsku talijansku vlast vodio je Serafino Mazzolini, komesar za civilna pitanja, koji je bio službenik talijanskog Ministarstva vanjskih poslova.
Talijanski kralj Viktor Emanuel III. bio je nositelj suvereniteta i nad Crnom Gorom, kao zasebnom državom unutar Talijanskog Imperija.

## Sabor
Vijeće je 12. srpnja 1941. organiziralo Sabor (skupštinu), na kojem je proglašena neovisna Crna Gora, s ustavnom monarhijom kao oblikom vladavine. Saborom je predsjedao Mihailo Ivanović.
Već sutradan, 13. srpnja 1941. izbio je oružani ustanak koji je organizirala crnogorska organizacija KPJ.

## Deklaracija Sabora
Na Petrovdanskom saboru usvojena je aklamacijom Deklaracija (tekst iz izvornika na crnogorskom):
- I. Okupacija Crne Gore od strane Srbije, koju je protivno volji Crnogorskog naroda prihvatila tzv. Velika Narodna skupština u Podgorici svojom odlukom od 26 novembra 1918. godine prestala je.
- II. Stavljeni su van snage: režim koji je bio stvoren u Crnoj Gori od bivše Kraljevine Jugoslavije i dinastije Karađorđevića. Vidovdanski Ustav i Ustav od 3. septembra 1931. godine, koji su potjecali od pomenutog režima, ukinuti su.
- III. Proglašava se suverena i nezavisna Država Crna Gora u obliku Ustavne Monarhije.
- IV. Crnogorski sabor izjavljuje da su svi Crnogorci blagodarni fašističkim Oružanim Silama, čijom se zaslugom ostvarilo oslobođenje njihove Domovine i sjećajući se uskih veza koje postoje između dinastije Petrović Njegoš i talijanskog Kraljevskog Doma, s povjerenjem u djelo obnove dato uvijek i svuda od Dučea i od fašisitičke Italije - riješeni da sjedine život i sudbinu Crne Gore sa sudbinom Italije, uspostavljaući s njom veze uske solidarnosti. Naknadno će se pristupiti sklapanju sporazuma između Crne Gore i Italije, prožetim duhom ove solidarnosti i saglasni ulasku Crne Gore u akcionu sveru Rima.
- V. Crnogorski sabor, u pomanjkanju nosioca Vrhovne vlasti šefa Države, riješio je da uspostavi kraljevsko namjesništvo i da umoli Njegovo Veličanstvo talijanskog Kralja i Cara da blagoizvoli odrediti Namjesnika Kraljevine Crne Gore koji će proglasti Ustav.

## Epilog
Uslijedio je nakon oružanoga ustanka 13. srpnja 1941. masivni vojni odgovor talijanskih vlasti. Crnogorsko savjetodavno vijeće je ukinuto. Dr. Sekula Drljević odlukom talijanskih okupacijskih vlasti bio je protjeran iz Crne Gore.
Talijani su u Crnoj Gori zaveli vojnu upravu na čijem je čelu bio general Alessandro Pirzio Biroli i trajno su napustili projekt marionetske "Kraljevine Crne Gore". Od toga vremena talijanski okupator je davao potporu kvislinškim postrojba četnika u Crnoj Gori.
Dio pristaša Crnogorske stranke, oko Krsta Popovića, 1942. će oformiti kvislinšku Crnogorsku narodnu vojsku,dok će neki akteri Petrovdanskog sabora, poput časnika Sava Čelebića, prići partizanima i kasnije dobiti i generalski čin.
Godine 1943. crnogorski partizani će oformiti CASNO (Crnogorsku antifašističku skupštinu narodnog oslobođenja'), definiranu kao vrhovni organ državne vlasti i državnog suvereniteta Crne Gore. CASNO je bila suglasna da Crna Gora, kao ravnopravna federalna jedinica, postane dio nove jugoslavenske državne zajednice (DFJ), a Crnogorci njezin ravnopravni, konstitutivni narod.

## Vanjske poveznice
- Novak Adžić, "Što je istina o Petrovdanskom saboru 1941." (crn.)